# 米英金融協定

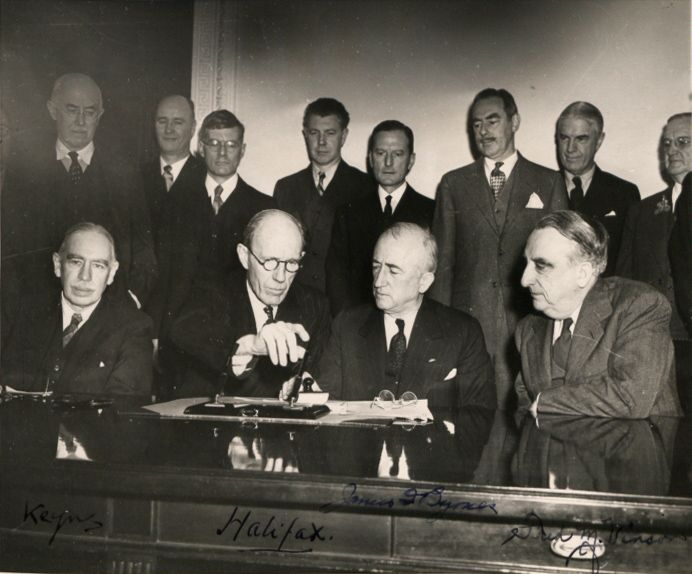
協定の署名。下段左から：経済学者ジョン・メイナード・ケインズ（英国交渉団のリーダー）、ハリファックス卿（駐米英国大使）、ジェームズ・F・バーンズ（米国国務長官）、フレッド・M・ヴィンソン（米国財務長官）。後列右から3番目が後に米国国務長官を務めるディーン・アチソン。

米英金融協定（べいえいきんゆうきょうてい、英: Anglo-American Loan Agreement）は、1946年7月15日に米国が英国に行った融資であり、第二次世界大戦後の英国経済の浮揚を可能にした。この融資は、イギリスの経済学者ジョン・メイナード・ケインズとアメリカの外交官ウィリアム・L・クレイトンによって行われた。アメリカ側では、議会の多数が難色を示し、財務省と国務省の間で激しい意見の相違が生じるなど、問題が生じた。融資額は37億5,000万米ドル（2023年では590億米ドルに相当）で、利率は2%と低く、カナダは19億米ドル（2023年には300億米ドルに相当）を追加融資した。1947年のイギリス経済は、イギリスがインドなどから借りていた戦時中のポンド建て残高のドルへの兌換性を求める条項によって打撃を受けたが、1948年までには、マーシャル・プランには返済を求められない資金援助が含まれていた。融資は6年延長された後、2006年に全額返済された。

## 融資の背景
第二次世界大戦の開戦時、英国は米国の「キャッシュ・アンド・キャリー」方式による通常の軍事物資の支払いで、手持ちの資金を使い果たしていた。駆逐艦・基地協定など、基地建設権も装備品と交換されたが、1941年までにイギリスは現金払いの資金を調達できなくなり、レンドリースが導入された。レンドリース法は、そのような援助が米国の防衛に不可欠であるという根拠に基づいて、無償で援助を提供するものであった。議会は1945年4月16日、この法律の最終的な延長を可決し、援助をさらに1年間延長する一方、戦後の救済や復興には援助を提供できないという修正条項を加えた。
1945年8月21日にレンドリース法が終了したとき、大量の物資が英国内または通過中であった。イギリス経済は戦争生産（1944年にはGDPの55％を占めていた）に重点を置いており、輸出を大幅に減らしていた。 そのためイギリスは、食料品などの必需消費財を手に入れるためにレンドリースの輸入に頼っていたが、輸出利益でこれらの品目の代金を支払う余裕はもはやなかった。こうして、レンドリースの終了は大きな経済的ショックとなった。イギリスは戦後間もない時期に、この装備の一部を保持する必要があった。その結果、英米間の融資が実現した。保持されたレンドリース品目は、1ドル約10セントのノックダウン価格でイギリスに売却され、当初の価値は10億7,500万ポンドとなった。

## 協定の内容

### 条件
当時健康状態が悪く、死の直前だったジョン・メイナード・ケインズは、さらなる資金を得るために、イギリスからアメリカとカナダに派遣された。イギリスの政治家たちは、イギリスの戦争への貢献、特に1941年にアメリカが参戦する前に失われた人命への貢献（ entered the fight in 1941）という観点から、アメリカは有利な条件を提示するだろうと期待していた。イギリスは、カナダとアメリカの双方から、1950年から50年間にわたって利子2%で返済する条件の融資を提示された。
歴史家のアラン・スケッド（Alan Sked）は、「アメリカはイギリスが破産していることに気づいていなかったようだ」とコメントし、この融資は「貴族院で糾弾されたが、結局は国に選択の余地はなかった」と述べている。
アメリカは37億5,000万米ドル（2023年では590億米ドルに相当）、カナダは11億9,000万米ドル（2024年には200億米ドルに相当）を拠出し、いずれも年利2％であった。
利息を含めた返済総額は、アメリカが75億ドル（38億ポンド）、カナダが20億ドル（10億ポンド）であった。
この融資には条件が付いていたが、最もダメージを受けたのはポンドの兌換性の回復であった。意図的ではなかったが、兌換性回復の影響はイギリスの戦後経済問題を悪化させることになった。国際ポンド残高は、融資が批准されてから1年後の1947年7月15日に兌換性可能となった。
1ヵ月も経たないうちに、スターリング残高（英国の輸出品を買って得たポンドを、ドルと交換に英国に売ることが許されるようになった国など）を持つ国々は、英国のドル準備からほぼ10億ドルを引き出し、英国政府は兌換性を停止し、直ちに国内外の支出の大幅な削減を開始せざるを得なくなった。ドル準備の急速な喪失はまた、スターリングの弱さを浮き彫りにし、スターリングは1949年に4.02ドルから2.80ドルに切り下げられた。
後年、2％の利息は一般的な市場金利よりもむしろ低く、その結果、英国政府のメンバーからは「非常に有利なローン」と評された。詳細は以下のとおり。

### ローンの支出先
この融資の大部分は、協定成立前には大英帝国を維持するための対外軍事費とイギリスの同盟国への支払いに充てられていたが、1946年夏までの交渉では隠蔽されていた。
ケインズは、融資協定を通過させることができなければ、イギリスは中東、アジア、地中海地域の軍事拠点を放棄することになると指摘していた。

### 返済
最後の支払いは2006年12月29日、米国に約8,300万米ドル（4,550万ポンド）、カナダに約2,360万米ドル（1,200万ポンド）で行われた。英国政府は1956年、1957年、1964年、1965年、1968年、1976年の支払いを停止した。この最後の支払いの後、英国のエド・ボールズ（Ed Balls）財務省経済長官は、戦時中の支援に対して正式に米国に感謝の意を表した。

## 関連文献
- 山本和人 (2003-12). “1945年米英金融・通商協定 : 戦後世界貿易体制の出発点”. 福岡大学商学論叢 (福岡大学研究推進部) 48 (3):  247-278.